# 内普旺 (默兹省)
内普旺（法語：Nepvant）是法国默兹省的一个市镇，属于凡尔登区（Verdun）斯特奈县（Stenay）。该市镇总面积5.15平方公里，2009年时的人口为59人。

## 人口
内普旺人口变化图示